# カスピトラ
カスピトラ（裏海虎、Panthera tigris virgata）は、食肉目ネコ科に属するトラの絶滅亜種。カスピ海（裏海）沿岸のカフカスからアラル海周辺、イラン・アフガニスタン・パキスタン北部の山岳地帯にかけて分布していた。別名ペルシャトラ。12世紀ではウクライナの草原、とりわけ左岸ウクライナでも見られた。

## 概説

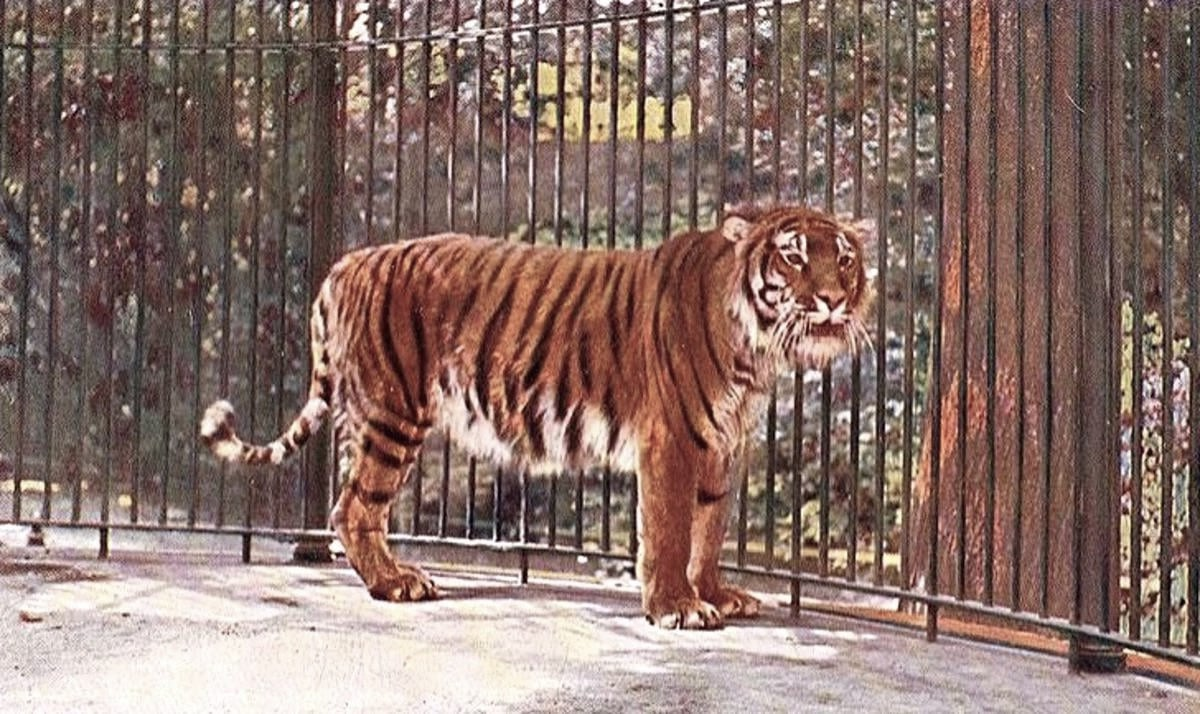
1899年に撮影されたベルリン動物園のカスピトラ。色彩強調写真。

耳が小さい。顔の下半分の毛が長く、顔が大きく見えるのが特徴である。

## 生態
カスピトラは獲物を得るため、草を求めて移動する草食動物を追って広い範囲を行動した。バクトリアシカなどのシカ類と野ブタが彼らの主な獲物だった。中央アジアの多くの群れはバトクトリアシカ、ノロジカを主な獲物とした。時にはアカシカやgoitered gazelleも狩った。イランではジャッカル、ジャングルキャット、ワタリバッタ、他の小型哺乳類も捕食した。アムダリヤ川低地ではサイガ、野生馬、野生のロバそして野生羊などが主な獲物だった。

## 絶滅の経緯
カスピトラはかつて中国およびロシア、トルキスタン、アフガニスタン、イラン、トルコでよく見かけられた。トラの絶滅亜種に共通していえることだが、カスピトラもまた毛皮や骨（漢方薬にされる。成分上薬効はないとされている）を得るために乱獲の対象となった。イラクでは1887年にモスル近くで殺されたものが唯一のカスピトラの記録である。コーカサス地方ではトビリシ近くで1922年に殺害された個体が最後の一頭だった。彼らは1920年代に新疆のタリム川流域から姿を消した。カザフスタンでは最後のカスピトラの記録はイリ川近く、バルハシ湖周辺の彼らの最後の生息地でのものである。トルクメニスタンでは1954年1月にコペトダグ山脈のSumbar Riverの谷で殺害記録がある。イランではゴレスターン州で1953年に最後とみられる一頭が射殺された。その後1958年に一頭が目撃されている。中国天山山脈西のウルムチでは、最後のカスピトラは1960年代にマナシ川流域から姿を消した。アムダリヤ川下流域での最後の目撃記録は、アラル海近くのヌクスでの1968年のものである。1970年代初頭、カスピトラは流域とトルクメニスタン、ウズベキスタン、アフガニスタン国境地帯から姿を消した。トルコ南東部において行われた調査ではトルコ東部では1980年代半ばまで毎年1頭から8頭が射殺されており、1990年代初頭まで同地で生存していたとの調査結果が報告されているが、さらなる追加調査は実施されていない。一方で保護政策も取られてはいた。1938年にはソ連で騎馬の赤軍将校2人が襲われるという事件の後、タジキスタンのティグロヴァヤ・バルカに最初の保護区が設定された。ヴァフシュ川の下流とパンジ川、そしてアフガニスタン国境のKofarnihon川との間に位置するこの地域はソ連のカスピトラにとって最後の砦だった。1958年に目撃された最後のカスピトラも、ここで目撃されている。ソ連では1947年以降、イランでは1957年以降法律で保護され、イランでは射殺した場合重い罰金も科せられた。だがそれでも本種の保存には間に合わなかった。1970年代初頭、イランの環境省の依頼で生物学者がカスピ海の森の無人の地域でカスピトラの生存状況を調査したが、トラの生存の証拠は見つからなかった。カスピトラの最後の砦だったのはタジキスタンとアフガニスタンの間のパンジ川流域で、1960年代後半まで生息していたとされており、最後にタジキスタンで野生のトラが目撃されたのは1998年であった。

## 形態
体重は200kg。オスにおいては、頭骨全長は320-360mm、全長約325cm。メスにおいては頭骨全長約280mm、全長約260cm。
中形で体は橙色を帯びた暗い代赭で背が黒ずみ、下面は白色。縞は黒から茶色だが、特に側面、腹、後肢の外側では茶色のことが多い。縞の幅は狭くて数が多く、互いに接近する。学名(亜種名)virgataはラテン語で縞という意味であり、縞の数が多いことから名づけられた。腰の正中線の両側に前後に走る2本の縞がある。冬毛はかなり長く密生し、特に頬と体下面は長く立派な房になる。

## 新説
2009年に行われた遺伝学的調査では、かつては別の亜種とみられていた本種が、現在生息しているアムールトラ（シベリアトラ）とほぼ同一であることが分かった。このため、カスピトラは厳密には絶滅していないともいえるが、アムールトラ自体の生息数も減少しているため、予断を許さない状況にあることに変わりはない。
2000年代後半から2010年代初期にかけてオックスフォード大学のチームが行った調査によると、インドシナトラ、アムールトラとは遺伝的に極めて近く、特にアムールトラとは遺伝子にわずか1塩基の違いしかなかったと判明した。先の研究によるとこの3種は東アジアに生物地理学上の起源を有し、原種となった古代種が存在するとされている。